# Elisabeth von Holstein-Rendsburg

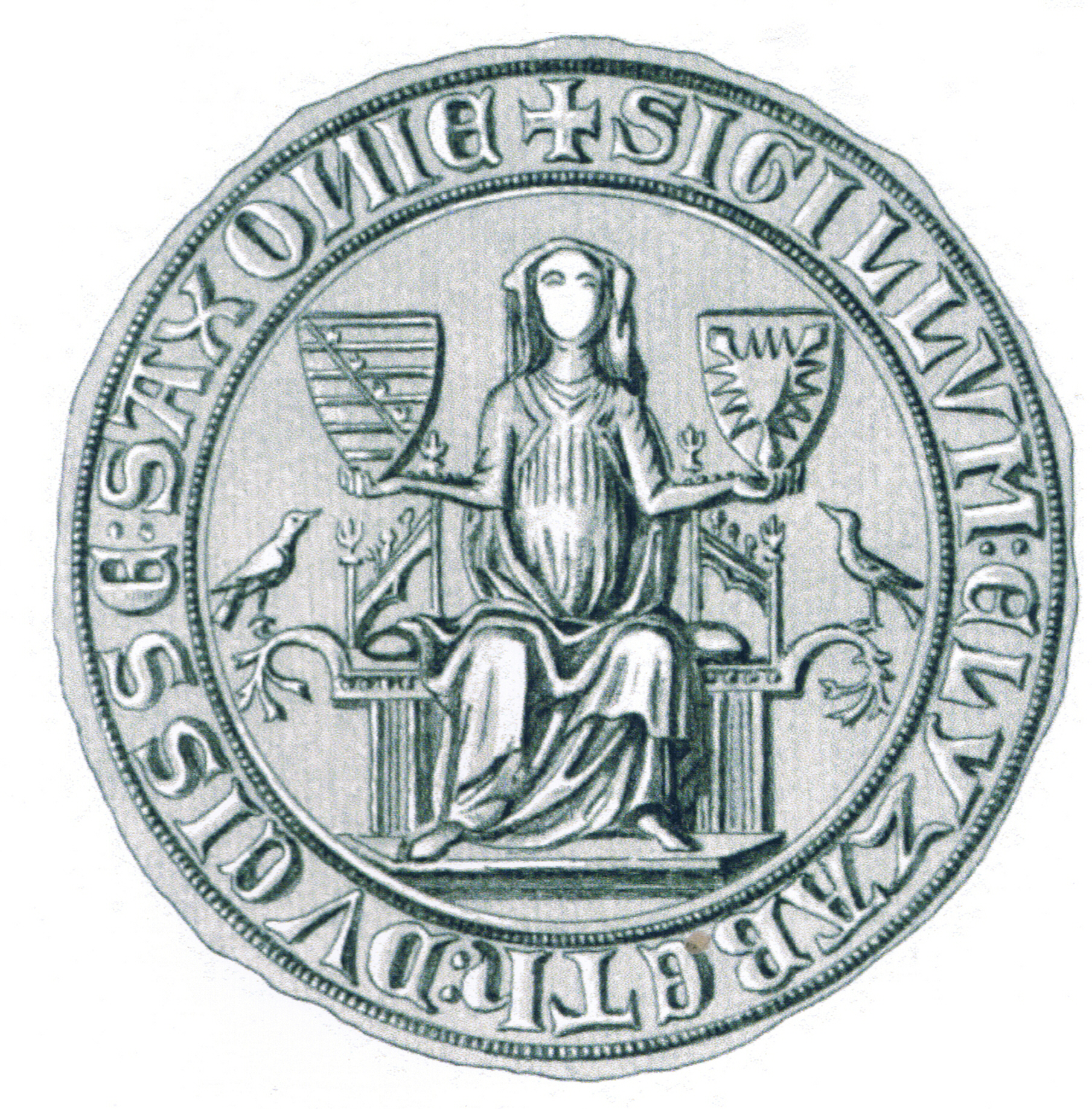
Siegel von Elisabeth von Holstein-Rendsburg

Elisabeth von Holstein-Rendsburg (* um 1300; † vor 1340) war von 1315 bis 1322 Herzogin von Sachsen-Lauenburg und von 1330 bis 1331 Königin von Dänemark.
Elisabeth stammte aus dem Haus Schauenburg und war eine Tochter von Graf Heinrich I. von Holstein-Rendsburg und seiner Gattin Heilwig von Bronkhorst. Sie heiratete um 1315 in erster Ehe Herzog Johann II. von Sachsen-Lauenburg und gebar einen gemeinsamen Sohn, der seinem Vater nach dessen Tod 1322 als Herzog Albrecht IV. von Sachsen-Lauenburg folgte. Dieser war aber noch minderjährig, so dass zunächst seine Mutter Elisabeth für ihn die Regentschaft führte. 1330 ging Elisabeth eine zweite Ehe mit Erik, dem Mitkönig seines Vaters Christoph II. von Dänemark, ein. Bereits im folgenden Jahr wurde diese kinderlos gebliebene Ehe annulliert. Elisabeth starb vor 1340.